# Neuroacupunctuur
Neuroacupunctuur is een bijzondere vorm van acupunctuur, die in de laatste 50 jaar ontwikkeld is, door Chinese en Japanse acupuncturisten. Het kenmerk van deze vorm van acupunctuur is dat deze vorm van acupunctuur zich richt op het behandelen van neurologische aandoeningen, en daarvoor ook specifieke technieken ontwikkelt.
De meest bekende vorm van neuroacupunctuur is de vorm die door de Japanse anesthesist Toshikatsu Yamamoto is ontwikkeld. Hij heeft een atlas gemaakt van punten op de schedel die ingezet kunnen worden bij de behandeling van bijvoorbeeld chronische pijnen en bepaalde vormen van verlammingen.
De naalden worden bij neuroacupunctuur anders ingebracht dan bij normale acupunctuur, oppervlakkig en over een groter traject, en op specifieke punten die tevens pijngevoelig zijn. Ook kunnen de naalden langer ingehouden worden als bij normale Chinese acupunctuur.
Er is niet veel onderzoek gedaan naar de effectiviteit van de neuroacupunctuur, maar in enkele onderzoeken lijkt het alsof de effectiviteit bij de behandeling van pijnen groter is dan de reguliere acupunctuur. Met behulp van beeldvormend onderzoek vond men aanwijzingen dat neuroacupunctuur biologische effecten heeft, bijvoorbeeld dat de regionale bloeddoorstroming in een aangedane hand bij het zogenaamde schouder-handsyndroom groter wordt.
Er zal nog veel onderzoek gedaan moeten worden om de waarde van deze vorm van acupunctuur goed te kunnen beoordelen bij complexe aandoeningen zoals het herseninfarct en chronische pijnsyndromen.

## Bewijs?
Hard wetenschappelijk bewijs van de werkzaamheid ontbreekt vooralsnog. Er zijn enkele incidentele rapporten van succes in een enkel geval, en anderen hebben hypothesen opgesteld om effecten te verklaren.